# Chalupetzky Ferenc
Chalupetzky Ferenc  (Magyaróvár, 1886. április 6. – Győr, 1951. augusztus 19.) magyar sakkmester, levelezési mester, újságíró, szakíró, sakkszervező, rendőrkapitány, győri városbíró.
Az első komoly hazai szaklap, az 1911 és 1913 között Győrben megjelenő Magyar Sakkújság kiadója és szerkesztője. Negyven éven át volt a Győri Sakk-kör vezetője. Az 1911-ben megalakult Magyar Sakkszövetség titkára, majd az 1921-ben újjáalakult Magyar Sakkszövetség alelnöke. 1938-ban az akkori 32 magyar sakkmester egyike volt. 1921−1949 között a Magyar Sakkvilág főmunkatársa volt. Mintegy harminc sakk-könyv írása fűződik a nevéhez.

## Életpályája
Chalupetzky Miksa és Nuscher Teréz gyermeke. A mosonmagyaróvári Kegyestanítórendi gimnáziumba járt 1896−1899 között, majd a győri Bencés gimnáziumban érettségizett 1904-ben. Ezt követően 1906-ig Budapesten, 1908-ig Kolozsvárott hallgatott jogot. 1920-ig a győri rendőrségnél dolgozott. 30 éves korától Győr városának, majd később az egész megyének a rendőrkapitánya. Ezt követően 1920-tól majdnem 30 éven át városbíró.
Felesége Walter Erzsébet, egy gyerekük született, László.
Sírja a győri Nádorvárosi temetőben található, amely 2010-ben a Nemzeti Sírkert része lett.

## Sakkpályafutása
A sakkjátékkal 14 éves korában a bencés gimnáziumban ismerkedett meg, 1904-ben már a Győri Sakk-kör tagjai között olvasható a neve. Elsősorban a levelezési sakkban ért el sikereket, első levelezési játszmáját 1902-ben játszotta. 1905-ben egy 18 résztvevős nemzetközi levelezési versenyen közvetlenül az élboly mögött végzett. 1912-ig 11 levelezési versenyen ért el valamilyen dobogós helyezést. Első volt a Magyar Sakk-Lap, a Pesti Napló és a Győri Sakk-kör (1905—1910) levelezési versenyein, a Wiener Schachzeitung (1911) két versenyén, a Reichspost nemzetközi levelezési versenyén és a Schweizerische Schachzeitung II. nemzetközi versenyén.
A tábla melletti sakkban 1908-ban Prágában érte el élete legjobb eredményét a második hely megszerzésével. A versenyen toronymagasan vezetett, amikor megbetegedett, és az utolsó három játszmáját elvesztette, így szorult a második helyre. Ezzel maradt le a sakkmesteri címről, amelyet csak az első helyezettnek adományoztak oda.
A gyakorlati játékban is mesteri erővel rendelkezett, amit az 1908-as prágai eredménye mellett az 1925. évi győri vegyes mesterverseny első dija és az 1932. évi szolnoki verseny IV—VI. helyezése is igazolt, kiemelkedő sikereit a levelezési játék és a szervezés terén aratta.
1935-ben az elődöntők során tagja volt az első európai levelezési sakkolimpiát végül megnyerő magyar válogatottnak. 1936-ban a Nemzetközi Levelezési Sakkszövetség levelezési mester címmel tüntette ki.

## Sakkszervezőként
A Győri Sakk-kör titkáraként neki köszönhető az 1906-os győri nemzeti mesterverseny megszervezése, amely az első magyar sakkbajnokságként került be a sakktörténelembe. Ő szervezte 1911-ben a budapesti mesterversenyt, az 1924-es és 1930-as győri nemzetközi versenyeket. Elkészítette az 1924-es győri verseny tornakönyvét, amely nemcsak a versenyről készített anyaga, hanem a magyar sakktörténetről készített összeállítása miatt is világhírű lett. 1945 után a Magyar Dolgozók Országos Sakkszövetsége felsődunántúli kerületének elnökévé választották.

## Sakkszakíróként
1911−13-ban a Magyar Sakkújság kiadója és szerkesztője, 1921-től a Magyar Sakkvilág főmunkatársa. Harmincnál több szakkönyvet írt.
Korszakos jelentőségűnek tartják az 1924-es győri nemzetközi mesterversenyről készített 616 oldalas tornakönyvét, amelyet minden idők egyik legjelentősebb és legjobb magyar sakk-könyvének tartanak. Világszerte ismertté tette a nevét a Fernschachbuch és a Capablanca sakkozói pályafutását megörökítő hatalmas munka.
Cikkei, elméleti dolgozatai és elemzései jelentek meg a Wiener Schachzeitungban, a Deutsches Wochenschachban, a Schweizerische Schachzeitungban, rovata volt a Győri Hírlapban és a Zászlónk című ifjúsági lapban.

## Könyvei, jelentősebb publikációi
- A győri sakkverseny tornakönyve (társszerzőkkel, Kecskemét, 1925);
- dr. Tartakower: A debreceni nemzetközi sakkverseny 1925. Maróczy jubiláris verseny (fordította Chalupetzky Ferenc), Kecskemét, 1926.
- Ausgewählte Partien des Karlsbader Grossturniers (1929)
- A Siesta-szanatórium nemzetközi sakkversenye Budapest, 1928. szeptember 20—október 1. Maróczy Géza közreműködésével szerk. Chalupetzky Ferenc és Tóth László (1929)
- Das erste italienische Grossturnier San Remo 1930. Der Rekordsieg Dr. Aljechins (társszerző Tóth László)
- Die Schacholympiade von Hamburg, 1930. (társszerző Tóth László)
- Dr. Aljechin sakkszemlélete (1931)
- Das grosse Ferntournier des Internationalen Fernschachbundes (Kecskemét, 1932);
- Nemzeti mesterverseny (1932) (A Magyar Sakkvilág könyvtára III. kötete)
- Nimzowitsch. Jellemrajzi kísérlet (társszerző Becker Albert)
- Lieder ohne Worte aus dem 1942 Jahre;
- Capablanca sakkozói pályafutása és játszmái (Magyar Sakkvilág kiadása, Kecskemét, 1943);
- Capablanca veszít (társszerző: Tóth László), Kecskemét
- Egykor és most (1946) (társszerző Barcza Gedeon)
- Internationales Tschigorin Gedenkturnier (Moskau, 1947.);
- A fehér ember játéka — visszaemlékezései és 150 játszmája (1902 —1924.) (Kecskemét, 1948)[16]
- Az ismeretlen Aljechin (Kecskemét, 1948) (társszerző Tóth László)